# Route nationale 65 (Madagascar)
Pour les articles homonymes, voir Route nationale 65.
La route nationale 65 (N 65) ou rocade d'Iarivo, est une route nationale à Antananarivo Madagascar,.

## Description
D'une longueur de 8,2 km, elle contourne l'agglomération d'Antananarivo au nord-est.
Elle assure liaison entre la route des hydrocarbures et la route nationale 60.
Dans son parcours elle croise la route nationale 2 et la route nationale 3, elle traverse la zone humide du Marais Masay jusqu'au parc industriel d'Ankorondrano.
La rocade d'Iarivo est composée de la «Rocade Est» longue de 3,8 km qui s'étend du boulevard de Tokyo jusqu’à la N2 a Ambohimahitsy, de la «Rocade Nord-Est», longue de 3,4 km , qui va d’Ambohimahitsy jusqu’à Andranobevava  et du «Raccordement urbain » long de 0,98 km, qui relie le croisement de Nanisana au carrefour en T d’Ankadindramamy.